# Penzigia arntzenii
Penzigia arntzenii är en svampart som beskrevs av Theiss. 1908. Penzigia arntzenii ingår i släktet Penzigia och familjen kolkärnsvampar.   Inga underarter finns listade i Catalogue of Life.